# Shelley Winters
Shelley Winters (Shirley Schrift) (St. Louis, Missouri, 1920. augusztus 18. – Beverly Hills, Kalifornia, 2006. január 14.) kétszeres Oscar-díjas amerikai színésznő.

## Fiatalkora
1920. augusztus 18-án született St. Louisban a férfiruhatervező Jonas Schrift és az énekesnő Rose Winter lányaként. Zsidó születésű édesapja Ausztriából emigrált az Egyesült Államokba, édesanyja szintén ausztriai zsidó származású volt, de már St. Louisban látta meg a napvilágot. A család Winters hároméves korában Brooklynba költözött, ahol a New York-i The New Schoolban végezte tanulmányait.

## Karrierje
Részt vett Charles Laughton Shakespeare iskolájában, és dolgozott az Actors Studionál is diákként és tanárként egyaránt. A '40-es évek elején egy másik tehetséges hollywoodi kezdővel, Marilyn Monroeval lakott egy albérletben. Első filmje az 1943-ban bemutatott What a Woman! volt, ami után több kisebb szerep következett. A figyelmet George Cukor Kettős élet (1947) című drámájával sikerült felhívnia magára Ronald Colman partnereként. Karrierje gyorsan felfele kezdett ívelni, A nagy Gatsbyben (1949) Alan Ladd mellett és a Winchester '73-ban (1950) James Stewart oldalán is megkapta a női főszerepet. Viszont a méltó elismerést az Egy hely a nap alattban (1951) nyújtott alakításáért kapta, melyért az Amerikai Filmakadémia Oscar-díjra jelölte "legjobb női főszereplő" kategóriában.
Az '50-es években is intenzíven dolgozott. Ebből az időből a legemlékezetesebb filmje A vadász éjszakája (1955) című thriller volt Robert Mitchum és Lillian Gish oldalán. Legkevésbé sikeresebb munkája pedig talán a Julie Harris és Laurence Harvey főszereplésével készült Sally Bowles című brit gyártású produkció volt. A '60-as években kétszer is elnyerte az Oscar-díjat "legjobb női mellékszereplő" kategóriában: Anna Frank naplója (1959) és Fekete-fehér (1965). Az előbbi filmért kapott arany szobrát az amszterdami Anna Frank Háznak ajándékozta.
Figyelemreméltó alakítást nyújtott Stanley Kubrick Lolitájában (1962), a fiatal Michael Caine mellett az Alfieban (1966) vagy a balvégzetű Belle Rosenként A Poseidon katasztrófában (1972), mely az utolsó Oscar-jelölését hozta el számára, de a Golden Globe-díjat sikerült megnyernie vele.
Az Associated Press így írt róla: "50 éves pályafutása alatt szélesen ismert személyiséggé vált, Winters ritkán maradt ki a hírekből. Viharos házasságai, románcai híres sztárokkal, politikai és feminista nézetei a nevét állandóan a nyilvánosság előtt tartották. Örömmel adott provokatív interjúkat, és úgy tűnt mindenről van véleménye." A színészet mellett az írással is foglalkozni kezdett. Bár nem volt elsöprő szépség, színészi teljesítménye, szellemessége és "pimaszsága" a riválisa, Marilyn Monroehoz hasonló szerelmi életet kölcsönzött neki. Önéletrajza szerint romantikus kapcsolatot ápolt olyan színészekkel, mint William Holden, Sean Connery, Burt Lancaster, Errol Flynn és Marlon Brando.
Winters súlya jelentősen gyarapodott az idősebb éveiben, de sokat fogyott, amikor az egy Oscar-díjról készített televíziós produkcióban (1998) szerepelt. Ez a műsor tisztelgés volt a korábbi nyertesek előtt, fellépett benne Gregory Peck, Claire Trevor, Jennifer Jones és Luise Rainer is.
Utolsó filmes munkái mellékszerepek voltak: egy étteremtulajdonos és egy túlsúlyos szakács édesanyja a fiatal Liv Tyler főszereplésével készült Heavyben (1995), Nicole Kidman és John Malkovich oldalán az Egy hölgy arcképében (1996) és egy megkeseredett idősek otthonabeli adminisztrátor a Gideon című vígjátékban (1999) Christopher Lambert és Charlton Heston mellett.

## Magánélete
Winters négyszer ment férjhez:
- Mack Paul Mayer századoshoz 1942. január 1-jén ment hozzá, majd '48 októberében váltak el. Mayer képtelen volt kibékülni feleségének hollywoodi életmódjával, egy tradicionálisabb értelemben vett házastársra vágyott. Bár a válás után Winters halála végéig hordta a Mayertől kapott jegygyűrűjét, és kapcsolatuk nagyon magánjellegű maradt.
- Vittorio Gassmannal 1952. április 28-án kötött házasságot , és 1954. június 2-án váltak el. Vittoria leányuk - aki egyben Winters egyetlen gyermeke - 1953. február 14-én született.
- Anthony Franciosához 1957. május 4. - 1960. november 18. között fűzte házasság.
- Gerry DeFordhoz 2006. január 14-én, mindössze néhány órával halála előtt ment hozzá. DeFordhoz már 19 éves kapcsolat fűzte. A házasságra - mely ellen Winters leánya tiltakozott - a halálos ágyán került sor. Az esküvői ceremóniát Sally Kirkland színésznő vezényelte le.

## Halála
Winters 2006. január 14-én halt meg Beverly Hillsben 85 évesen szívelégtelenségben, aminek előzménye 2005. október 14-én kapott szívinfarktusa volt. Harmadik férje Anthony Franciosa öt nappal később hunyt el strokeban. A filmiparban betöltött helyének köszönhetően Winters csillagja megtalálható a Hollywood Walk of Fame-en.

## Fontosabb díjak és jelölések
- Oscar-díj
  - díj: legjobb női mellékszereplő - Fekete-fehér (1966)
  - díj: legjobb női mellékszereplő - Anna Frank naplója (1960)
  - jelölés: legjobb női mellékszereplő - Poszeidon katasztrófa (1973)
  - jelölés: legjobb női főszereplő - Egy hely a nap alatt (1952)
- Golden Globe-díj
  - díj: legjobb női mellékszereplő - Poszeidon katasztrófa (1973)
  - jelölés: legjobb női mellékszereplő - Következő megálló: Greenwich Village (1977)
  - jelölés: legjobb női mellékszereplő - Alfie (1967)
  - jelölés: legjobb női főszereplő (dráma) - Lolita (1963)
  - jelölés: legjobb női mellékszereplő - Anna Frank naplója (1960)
  - jelölés: legjobb női főszereplő (dráma) - Egy hely a nap alatt (1952)
- BAFTA-díj
  - jelölés: legjobb női mellékszereplő - Következő megálló: Greenwich Village (1978)
  - jelölés: legjobb női mellékszereplő - Poszeidon katasztrófa (1973)

## Jelentősebb filmjei
- 1999 - Gideon - Mrs. Willows
- 1996 - Egy hölgy arcképe (The Portrait of a Lady) - Mrs. Touchett
- 1994 - A báránysültek hallgatnak (Il silenzio dei prosciutti) - Mrs. Motel
- 1993 - Galaktikus uborka - (The Pickle) - Yetta
- 1991 - Csupa balláb (Stepping Out) - Mrs. Fraser
- 1986 - Delta Kommandó (The Delta Force) - Edie Kaplan
- 1981 - S. O. B. - Eva Brown
- 1979 - Lángoló város (City on Fire) - Andrea Harper
- 1978 - A cigányok királya (King of the Gyspsies) - Rachel királynő
- 1977 - Pete sárkánya (Pete's Dragon) - Lena Gogan
- 1977 - Óriáspolip (Tentacoli) - Tillie Turner
- 1976 - A bérlő (Le locataire) - portásnő
- 1976 - Következő megálló: Greenwich Village (Next Stop, Greenwich Village) - Faye Lapinsky
- 1975 - Szerelmi hadviselés (That Lucky Touch) - Diana Steedeman
- 1973 - Szerelmes Blume (Blume in Love) - Mrs. Cramer
- 1972 - A Poszeidon katasztrófa (The Poseidon Adventure) - Belle Rosen
- 1969 - Arthur! Arthur! - Hester Green
- 1968 - Jó estét, Mrs. Campbell! (Buona Sera, Mrs. Campbell) - Shirley Newman
- 1968 - Skalpvadászok (The Scalphunters) - Kate
- 1966 - Alfie - Ruby
- 1966 - Harper - Célpontban (Harper) - Fay Estabrook
- 1965 - Fekete-fehér (A Patch of Blue) - Rose-Ann D'Arcey
- 1965 - A világ legszebb története - A Biblia (The Greatest Story Ever Told) - meggyógyult nő
- 1963 - Feleségek és szeretők (Wives and Lovers) - Fran Cabrell
- 1963 - Az erkély (The Balcony) - Madame Irma
- 1962 - A Chapman-riport (The Chapman Report) - Sarah Garnell
- 1962 - Lolita - Charlotte Haze
- 1961 - A veszettek (The Young Savages) - Mary Pace
- 1959 - Anna Frank naplója (The Diary of Anna Frank) - Petronella Van Daan
- 1955 - Pancho Villa kincse (The Treasure of Pancho Villa) - Ruth Harris
- 1955 - A vadász éjszakája (The Night of the Hunter) - Willa Harper
- 1955 - A nagy kés (The Big Knife) - Dixie Evans
- 1955 - Sally Bowles (I Am a Camera) - Natalia Landauer
- 1954 - Igazgatótanács (Executive Suite) - Eva Bardeman
- 1954 - Saskatchewan - Grace Markey
- 1951 - Egy hely a nap alatt (A Place in the Sun) - Alice Tripp
- 1950 - Winchester '73 - Lola Manners
- 1949 - A nagy Gatsby (The Great Gatsby) - Myrtle Wilson
- 1947 - Kettős élet (A Double Life) - Pat Kroll

## Fordítás
- Ez a szócikk részben vagy egészben  a   Shelley_Winters című angol Wikipédia-szócikk fordításán alapul.  Az eredeti cikk szerkesztőit annak laptörténete sorolja fel. Ez a jelzés csupán a megfogalmazás eredetét és a szerzői jogokat jelzi, nem szolgál a cikkben szereplő információk forrásmegjelöléseként.